# Tomasz Makowski (polityk)
Tomasz Makowski (ur. 1 marca 1973 w Ełku) – polski polityk i samorządowiec, poseł na Sejm VII kadencji.

## Życiorys
W 2002 ukończył studia z mechaniki i budowy maszyn na Wydziale Mechanicznym Politechniki Białostockiej, uzyskując tytuł zawodowy inżyniera. Został także absolwentem studiów podyplomowych: w Centrum Europejskich Studiów Regionalnych i Lokalnych Uniwersytetu Warszawskiego (2008) oraz z zarządzania projektem inwestycyjnym z funduszy strukturalnych na Politechnice Białostockiej (2010). Pracował w Zakładzie Elektrotechniki Motoryzacyjnej FSO w Ełku. W latach 2007–2008 był pełnomocnikiem starosty ełckiego ds. standaryzacji i informatyzacji urzędu. W 2008 został pełnomocnikiem wójta gminy Ełk ds. pozyskiwania środków z Unii Europejskiej.
Został współzałożycielem i prezesem zarządu Lokalnej Grupy Działania „Razem Silniejsi”, a także członkiem Ełckiego Klubu Futbolu Stołowego (którego w latach 2008–2010 był prezesem).
W latach 2006–2010 był radnym rady miasta Ełk, wybranym z listy Platformy Obywatelskiej. Do 2010 był członkiem tej partii, został wykluczony z PO decyzją regionalnego sądu koleżeńskiego. W tym samym roku bezskutecznie startował z list własnego komitetu pod nazwą „Budżet 2013” na urząd prezydenta miasta Ełk (uzyskując 3% głosów) i do rady miasta Ełk (ugrupowanie nie przekroczyło 5% głosów).
Znalazł się następnie wśród założycieli stowarzyszenia Ruch Poparcia Palikota oraz partii politycznych inicjowanych przez Janusza Palikota – Ruchu Poparcia, a następnie Ruchu Palikota. Stanął na czele zarządu okręgu olsztyńskiego Ruchu Palikota. W wyborach parlamentarnych w 2011 został wybrany na posła z listy Ruchu Palikota w okręgu olsztyńskim, startując z pierwszego miejsca i uzyskując 7980 głosów. W październiku 2013, w wyniku przekształcenia Ruchu Palikota, został działaczem partii Twój Ruch. We wrześniu 2014 opuścił ją wraz z grupą posłów. Tydzień później (już w październiku) współtworzył koło poselskie Bezpieczeństwo i Gospodarka. Następnie kandydował na wójta gminy Ełk z ramienia własnego komitetu pod nazwą „Integracja Gminy Ełk”, zajmując 5. miejsce wśród 6 pretendentów. 18 grudnia tego samego roku wraz z grupą posłów BiG przeszedł do klubu Polskiego Stronnictwa Ludowego. W wyborach w 2015 nie uzyskał poselskiej reelekcji i powrócił do pracy w Urzędzie Gminy Ełk.